# Pleurothallis stricta
Pleurothallis stricta är en orkidéart som beskrevs av Carlyle August Luer. Pleurothallis stricta ingår i släktet Pleurothallis och familjen orkidéer. Inga underarter finns listade i Catalogue of Life.